# (3760) Poutanen
(3760) Poutanen est un astéroïde de la ceinture principale.

## Description
(3760) Poutanen est un astéroïde de la ceinture principale. Il fut découvert le 8 janvier 1984 à la station Anderson Mesa par Edward L. G. Bowell. Il présente une orbite caractérisée par un demi-grand axe de 2,53 UA, une excentricité de 0,18 et une inclinaison de 10,5° par rapport à l'écliptique.

## Compléments